# Paweł Adamowicz
Paweł Bogdan Adamowicz ([ˈpavɛw ˈbɔɡdan adaˈmɔvʲit͡ʂ], ngày 2 tháng 11 năm 1965 – 14 tháng 1 năm 2019) là một chính trị gia và luật sư người Ba Lan, từng làm Thị trưởng thành phố Gdańsk, tỉnh Pomeranian
Adamowicz là một trong những người tổ chức cuộc đình công năm 1988, trở thành người đứng đầu ủy ban đình công. Năm 1990, ông được bầu làm thành viên Hội đồng thành phố tại Gdańsk, chủ tịch hội đồng từ năm 1994 trong nhiệm kỳ thứ hai và giữ chức vụ này cho đến năm 1998. Ông được bầu làm thị trưởng vào năm 1998, và vào ngày 10 tháng 11 năm 2002, ông được bầu lại với 72% phiếu bầu. Năm 2018, ông được bầu lại làm Người độc lập không thuộc đảng nào. Ông được biết đến như một tiếng nói tiến bộ trong một đất nước được cai trị bởi một chính phủ dân túy, chính quyền cánh hữu. Ông là một người ủng hộ trung thành của quyền LGBT, người nhập cư và các nhóm thiểu số.
Vào ngày 13 tháng 1 năm 2019, Adamowicz đã bị đâm trong một sự kiện từ thiện trực tiếp ở Gdańsk. Ông chết vào ngày hôm sau vì những vết thương kéo dài trong vụ ám sát, ở tuổi 53. 

## Cuộc sống và sự nghiệp
Adamowicz sinh ra ở Gdańsk trong một gia đình trung lưu. Cha mẹ của ông Ryszard và Teresa là các nhà kinh tế Ba Lan, những người tái định cư đến Ba Lan từ Vilnius, Liva bị Liên Xô chiếm đóng vào năm 1946. Sau đó, ông Paweł kể lại rằng cha mẹ ông đã nghi ngờ về Cộng hòa Nhân dân Ba Lan và Đảng Công nhân Thống nhất Ba Lan. "Giống như nhiều người Ba Lan thuộc thế hệ của chúng tôi, anh trai và tôi vì thế đã được định hình chống lại lịch sử chính thức bắt buộc; từ nhỏ chúng tôi đã biết không chỉ từ ngữ nham hiểm của chữ viết tắt Gestapo, mà còn là NKVD; đằng sau tên của những nơi xa xôi: Kazakhstan, Siberia, Katyn. Chúng tôi hầu như không thấy mình trong thế giới đôi này."
Anh học luật tại Đại học Gdańsk, nơi anh cũng trở thành một thành viên phong trào sinh viên nổi tiếng. Ông là một trong những người tổ chức đình công 1988, trở thành người đứng đầu ủy ban đình công. Trong khoảng thời gian từ 1990 đến 1993, ông là phó hiệu trưởng về các vấn đề sinh viên tại trường cũ của ông.

## Đời tư
Năm 1999, Adamowicz kết hôn với Magdalena Abramska, một sinh viên luật tại Đại học Gdańsk mà anh gặp ở đó. Sau đó, cô trở thành giáo sư luật tại trường đại học. Họ có hai con gái, Antonina (sinh năm 2003) và Teresa (sinh năm 2010).